# Argyresthia majorella
Argyresthia majorella is een vlinder uit de familie van de pedaalmotten (Argyresthiidae). De wetenschappelijke naam van de soort werd gepubliceerd door Müller.